# سکوی پایه کششی

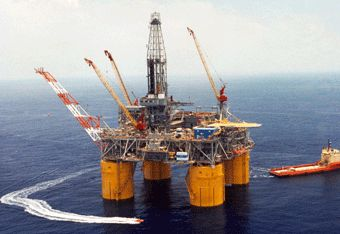
سکوی نفتی پایه کششی مارس

سکوی پایه کششی (TLP-Tension Leg Platform) سازه دریای ویژه‌ای با سیستم لنگر عمودی می‌باشد که برای استخراج نفت و گاز در نواحی فراساحلی به کار می‌رود. این نوع سکو برای عمق‌های ۳۰۰ تا ۱۵۰۰ متر مناسب می‌باشد.